# Mount Aetna (Maryland)
Pour l’article homonyme, voir Mount Aetna.
Mount Aetna est une census-designated place du comté de Washington, dans l’État du Maryland, aux États-Unis. Sa population s’élevait à 561 habitants lors du recensement de 2010.